# Eduard Stäuble
Eduard Stäuble (* 12. Februar 1924 in St. Gallen; † 25. März 2009 in Zürich) war ein Schweizer Publizist und Autor.

## Leben
Nach seiner Ausbildung am Kantonalen Lehrerseminar in Rorschach studierte er an der Universität Zürich Germanistik, Volkskunde und Journalistik, wo er mit einer Arbeit über Albrecht von Haller promoviert wurde.
Er arbeitete als Journalist für Schweizer Radio DRS und als Redaktor und Herausgeber mehrerer Zeitungen, etwa der Schweizerischen Republikanischen Blätter. Als Pressechef war er zwischen 1958 und 1966 für die BBC Baden tätig.
Von 1965 bis 1986 war er Leiter der Abteilung „Kultur und Gesellschaft“ des Schweizer Fernsehens, danach wirkte er als freier Publizist mit Wohnsitz in Gunten am Thunersee und ab 1997 in St. Gallen.
In seinem 86. Lebensjahr starb er an den Folgen einer Herzoperation.

## Auszeichnungen
- 1950 Hörspielpreis Radio Zürich
- 1956 Literaturpreis der Stadt St. Gallen
- 1958 Ostschweizer Radiopreis
- 1982 Berufstitel «Professor», verliehen vom österreichischen Bundespräsidenten Dr. Rudolf Kirchschläger

## Werke

### Belletristik
- Das Dreifragen-Spiel. Ein Spiel vom rechten Leben. Tschudi, Glarus 1947
- Das Gericht. Novelle. Pflug, Thal 1949
- Der Narr seiner Puppen. Novelle. Pflug, Thal 1951
- Oui, oui – ja, ja. Ein heiteres, fast europäisches Spiel. Bärenreiter (Laienspiele 143), Kassel 1951
- Der Kaiser und der Abt. Ein fröhlicher Schwank. Bärenreiter (Laienspiele 146), Kassel 1951
- Die Flucht. Novellen. Schweizer Volks-Buchgemeinde, Luzern 1952
- S’Buechberger Spiel. Pflug, Thal 1952
- Die Bürger von Schilda. Eine Komödie. Volksverlag, Elgg 1953
- Der Maientanz. UA: St. Gallen 1953
- Spiel der Jugend. UA: Expo64, Lausanne 1964
- Blandina. Volksverlag, Elgg 1967

### Sachbücher, Essays und Vorträge
- Albrecht von Haller: Über den Ursprung des Übels. Versuch einer stilkritischen und geistesgeschichtlichen Interpretation (= Diss. Zürich 1952). Atlantis, Zürich 1953
- St. Gallen von A–Z. Eigenverlag St. Gallen 1954
- Siena und die Landschaft der Toscana (mit Fotos von Karl Jud). Aldus Manutius, Zürich 1957
- Max Frisch – Ein Schweizer Dichter der Gegenwart. Versuch einer Gesamtdarstellung seines Werkes. Bodensee, Amriswil 1957; 3. umgearb. A. Erker, St. Gallen 1967; 4. A. 1971, ISBN 3-905543-73-7
- Max Frisch. Gedankliche Grundzüge in seinen Werken. Reinhardt, Basel 1967; 3. erw. A. 1974, ISBN 3-7245-0292-3
- Das Abenteuer der Selbstbiographie. Eine Ansprache zum Erscheinen der Erinnerungen eines Verlegers «Ich wurde gelebt» von Friedrich Witz. Huber, Frauenfeld 1969
- Mit dem Fernsehen leben. Sauerländer, Aarau 1974
- Fernsehen: Macht und Ohnmacht, Fluch und Segen. Pustet, Salzburg 1979
- Liebe und Freiheit als Lebensraum. Über Karl Schölly. Vadiana, St. Gallen 1982
- Vom Ursprung der Schweizer Freiheit. Zum Schwyzer Freiheitsbrief von 1240. Stiftung für abendländische Besinnung (STAB), Zürich 1990
- Robinson war ein Irrtum. Zeitgenössische Ansichten, Einsichten und Aussichten. Arborea, Zürich 1991, ISBN 3-905094-04-5
- Stromaufwärts. Ein Kulturauftrag. 25 Jahre Stiftung für Abendländische Besinnung – eine Rechenschaft. Arborea, Zürich 1993, ISBN 3-905094-08-8
- Erwin Jaeckle in Porträt und Selbstporträt (mit Willem Enzinck und Erwin Jaeckle). Calatra Press, Lahnstein 1994, ISBN 3-88138-114-7
- «... so dass keiner mehr die Sprache des andern versteht». Politik mit verfälschten Begriffen. Ein Vortrag. Pro Libertate, Bern 1997
- Das «sichere Ende des Vaterlandes». Gottfried Keller und die schweizerische Gegenwart. Ein Vortrag. STAB, Zürich 1998
- Die Schweiz und die geistige Situation der Gegenwart. STAB, Zürich 1999; mit Kommentaren ergänzte Auflage: Schweizerzeit, Flaach 2000, ISBN 3-907983-34-3
- Rasse und Rassismus. Katastrophenbegriffe eines Jahrhunderts. Gesellschaft und Kirche wohin?, Bern 2000
- Die Tragik Gottes. Ein fiktives Gespräch über die Unvollkommenheit der Welt. Novalis, Schaffhausen 2002, ISBN 3-907160-92-4
- Die Schweiz – ein «politisches Kunstwerk»? Ein Vortrag (nachgearbeitet). Vereinigung Medien-Panoptikum, Burg 2007
- Die Schweiz in der Sackgasse oder die Zukunft der Volksrechte. Vortrag, gehalten anlässlich der Abschlusstagung des AGG (Sektion St. Gallen/Appenzell) am 12. November 2009 in St. Gallen. Vereinigung Medien-Panoptikum, Burg 2009

### Herausgeberschaft
- Erfüllter Jahresraum. Die Jahreszeiten in Wort und Bild. Aldus Manutius, Zürich 1953
- Der goldene Griffel (mit Hans Rudolf Hilty und Dominik Jost). 3 Bände. Zollikofer et al., St. Gallen und Rorschach 1957
- O komm, Gewalt der Stille. Aldus Manutius, Zürich 1962
- Walter Boveri: Ansprachen und Betrachtungen 1954–1964 (mit Harald Hunold und Eugen Laubacher). Morgarten, Zürich 1964
- Dadasius lapidar. Meine schreibe hat bleibe. Nebelspalter, Rorschach 1968
- Das darf nicht wahr sein. Nebelspalter, Rorschach 1970
- Das Bö Buch. Nebelspalter, Rorschach 1975
- So simmer! Ein satirischer Schweizerspiegel von Bö. Nebelspalter, Rorschach 1980, ISBN 3-85819-035-7
- Grosse Schweizer und Schweizerinnen. Erbe als Auftrag. Hundert Porträts (mit Erwin Jaeckle). Gut, Stäfa 1990, ISBN 3-85717-064-6

### Hörspiele/Radiosendungen
- Der liebe Augustin. DRS, Zürich 1949
- Verhinderte Gespräche. Hörfolge. DRS, Zürich 1949/50
- Klassiker auf Urlaub. DRS, Zürich 1951
- Frühvollendete. DRS, Zürich 1952
- Max Frisch. SDR, Stuttgart 1953
- Name ist nicht Schall und Rauch. DRS, Zürich 1958

### Fernsehbeiträge
- Mary Lavater-Sloman. DRS, Zürich 1956
- Edgar Schumacher. DRS, Zürich 1966
- Expedition ins Land der Hirten. DRS, Zürich 1966
- Das Fernsehen war dabei. DRS, Zürich 1967
- Die verlorene Mär. Film über Edzard Schaper und die Schwierigkeit, heute Weihnachtsgeschichten zu erzählen. DRS, Zürich 1967
- Bö. Porträt eines Karikaturisten. DRS, Zürich 1969
- Das Ende eines Traums. DRS, Zürich 1976
- Albrecht von Haller. DRS, Zürich 1977
- Schiller und der Wilhelm Tell. DRS, Zürich 1980
- Goethe und die Schweiz. DRS, Zürich 1981